# Lualualei
Lualualei, Hawaii es el valle costero más grande en el lado de sotavento de Oʻahu en Hawaiʻi. Dentro del valle hay varias estaciones de comunicación gubernamentales incluyendo USN VLF Lualualei y la estación de comunicación de Honolulu USCG. La ciudad más póxima es  Māʻili.